# Nawal El Moutawakel
Nawal El Moutawakel (arabiska: نوال المتوكل-بنيس), född den 15 april 1962, är en marockansk före detta friidrottare som under 1980-talet tävlade på 400 meter häck.
El Moutawakel deltog vid det första världsmästerskapet 1983 i Helsingfors men lyckades inte kvalificera sig till final. Bättre gick det vid OS 1984 i Los Angeles där hon vann guld på 400 meter häck. Det var den första guldmedaljen någonsin i friidrott till en muslimsk kvinna.
1995 valdes hon in i IAAF:s styrelse och 1998 blev hon även medlem i Internationella olympiska kommitténs styrelse. Under OS 2006 var hon en av åtta flaggbärare som bar in den olympiska flaggan.